# Fantasia Lindum
| Recensione              | Giudizio |
| ----------------------- | -------- |
| AllMusic                | [ 1 ]    |
| Progarchives.com        | [ 2 ]    |
| Debaser                 | [ 3 ]    |
| Dizionario del Pop-Rock | [ 4 ]    |
| Storia della musica     | [ 5 ]    |

Fantasia Lindum è il terzo album degli Amazing Blondel pubblicato nel 1971 dalla Island Records.
Sulla copertina, per la prima volta, il nome del gruppo è scritto senza l'articolo The.

## Tracce
Lato A
1. Fantasia Lindum – 20:08 (John David Gladwin)

Lato B
1. Toye – 3:25 (John David Gladwin)
2. Safety in God Alone – 4:20 (John David Gladwin)
3. Two Dances – 1:53
4. Three Seasons Almaine – 3:36 (John David Gladwin)
5. Siege of Yaddlethorpe – 2:31 (Terence Alan Wincott)

## Formazione
- John David Gladwin - secondo liuto, voce solista, contrabbasso, theorboe
- Terence Wincott - recorders, voce, cromorno, clavicembalo, armonium (piano), percussioni, woodwind
- Edward Baird - primo liuto, voce, glockenspiel, dulcimer, chitarra

Musicista aggiunto
- Jim Capaldi - batteria (brano: Siege of Yaddlethorpe)

Note aggiuntive
- Paul Samwell-Smith - produttore
- Registrazioni effettuate al Island Studios di Londra (Inghilterra)
- Phil Brown - ingegnere delle registrazioni
- Howard, Mo e John - assistenza extra
- Visualeyes - grafica e fotografia copertina album[8]